# Paolo Toschi
Paolo Toschi, né à Parme le 7 juin 1788, mort dans la même ville le 30 juillet 1854 , est un graveur, un peintre et un architecte italien, l'un des acteurs de la vie culturelle parmesane du XIXe siècle.

## Biographie
Né à Parme en 1788, il se distingue dès son adolescence pour son habileté pour le dessin. Initialement il est élève de Biagio Martini et en 1809, il s'installe à Paris où il approfondit ses connaissances en graphisme et la technique de l'eau-forte auprès de Charles-Clément Bervic, du flamand Oortmann et de François Gérard.
Devenu maître graveur en 1819, il revient à Parme où il devient professeur à l'Académie des beaux-arts de sa ville,avant d'être nommé directeur en 1820 - Il sera aussi nommé associé étranger à l'académie des beaux-arts de Paris en 1832. Soutenu par son ami Antonio Isac, il commence à copier à l'aquarelle les fresques du Corrège et à graver sur cuivre les dessins. L'impression, diffusée dans toute l'Europe contribue à faire de Parme l'une des étapes du « grand tour » de l'Italie des jeunes nobles de l'époque.
L'activité d'architecte de Toschi est aussi importante, il est surintendant des fabriques ducales sous Marie-Louise et à ce titre, révise et approuve les projets de la presque totalité des travaux publics réalisés sous le règne de la veuve de Napoléon Bonaparte. Il participe avec Nicola Bettoli à la conception de la façade du Teatro Regio de Parme, à la décoration interne du Ridotto du théâtre, la distribution planimétrique de la galerie nationale de Parme et il conçoit la structure imposante de la colonnade du bras ouest du Palazzo della Pilotta.
Admis à la cour ducale à l'instar de nombreux intellectuels parmesans de l'époque (Pietro Giordani Macedonio Melloni, Antonio Gallenga), il est cependant proche des idéaux libéraux et du Risorgimento. Seule l'estime dont il bénéficie auprès de Marie-Louise lui évite l'exil, mais ses opinions politiques lui valent sa destitution sous le règne de  Charles III (1849). En 1850, il est réintégré dans ses fonctions mais il meurt quelques années plus tard.

## Œuvres

### Gravures

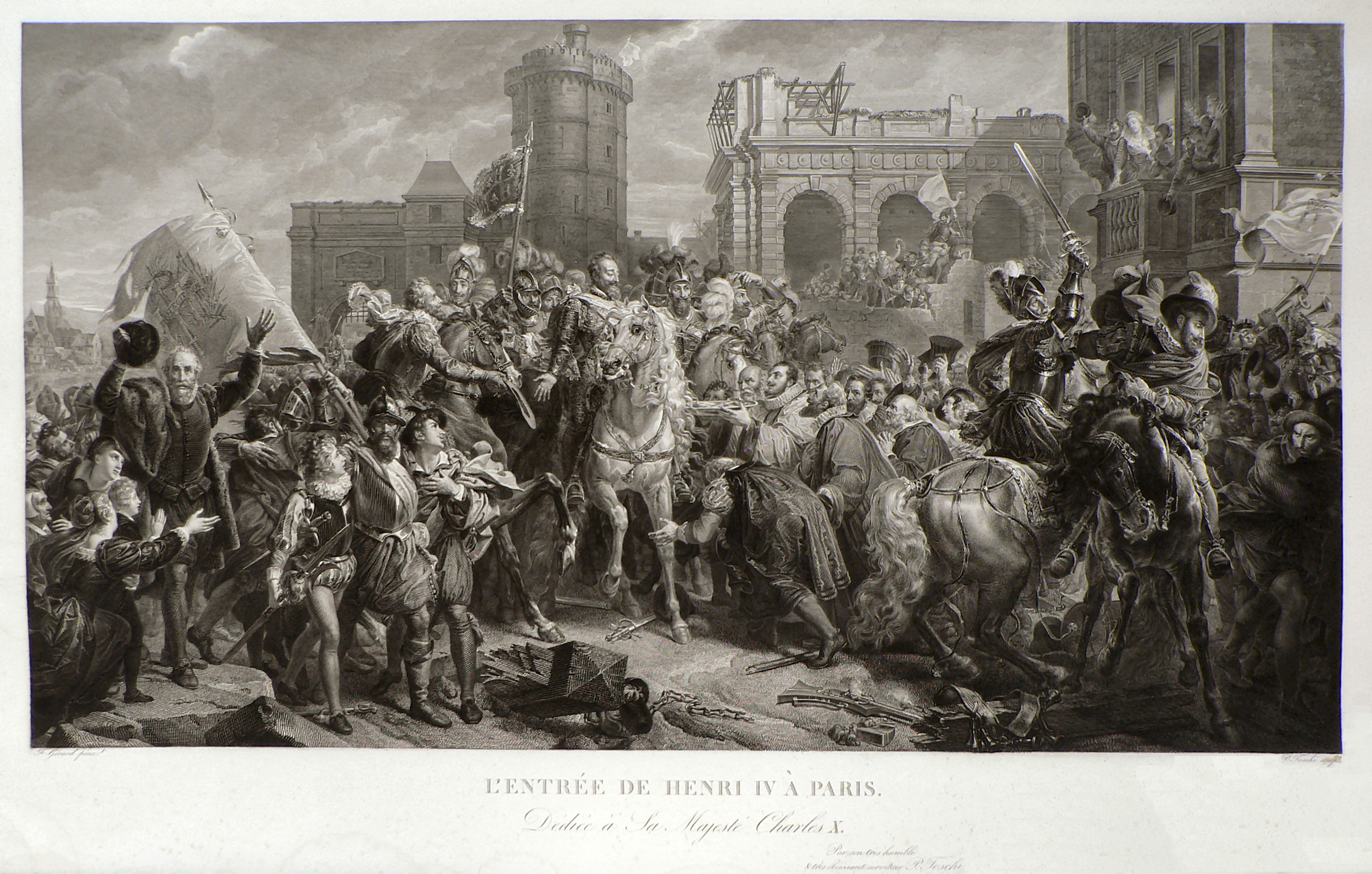
L'entrée de Henri IV à Paris.

- Portrait de Ferdinando Paër, gravure de Toschi et Isac, vers 1813, d'après F. Gérard.
- Portrait de M.r Le Comte - De Cazes, Pair de France, - Ministre de l'Intérieur, SLND, d'après F. Gérard.
- Une illustration des Lusiades, poème épique portugais de Luís de Camões, en 1817[Note 1],[2],[3]
- L'Entrée d'Henri IV à Paris, 1826, d'après le tableau de François Gérard de 1817. Ce très beau travail le placera alors au premier rang de la gravure européenne.
- Fresques de Correggio et du Parmigianino à S. Giovanni :  Reproduction par l'aquarelle et la gravure ; l'ouvrage comporte quarante-huit planches.
- Spasimo di Sicilia, 1832[4], d'après le tableau de Raphaël au musée de Madrid.

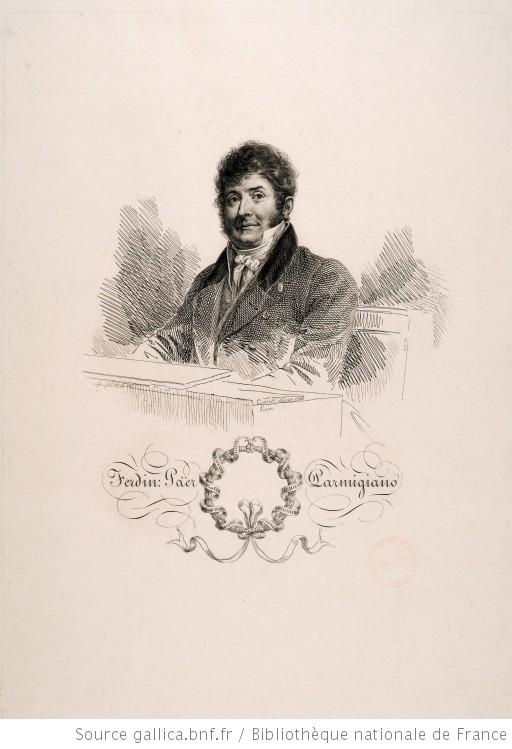
Fernando Paër
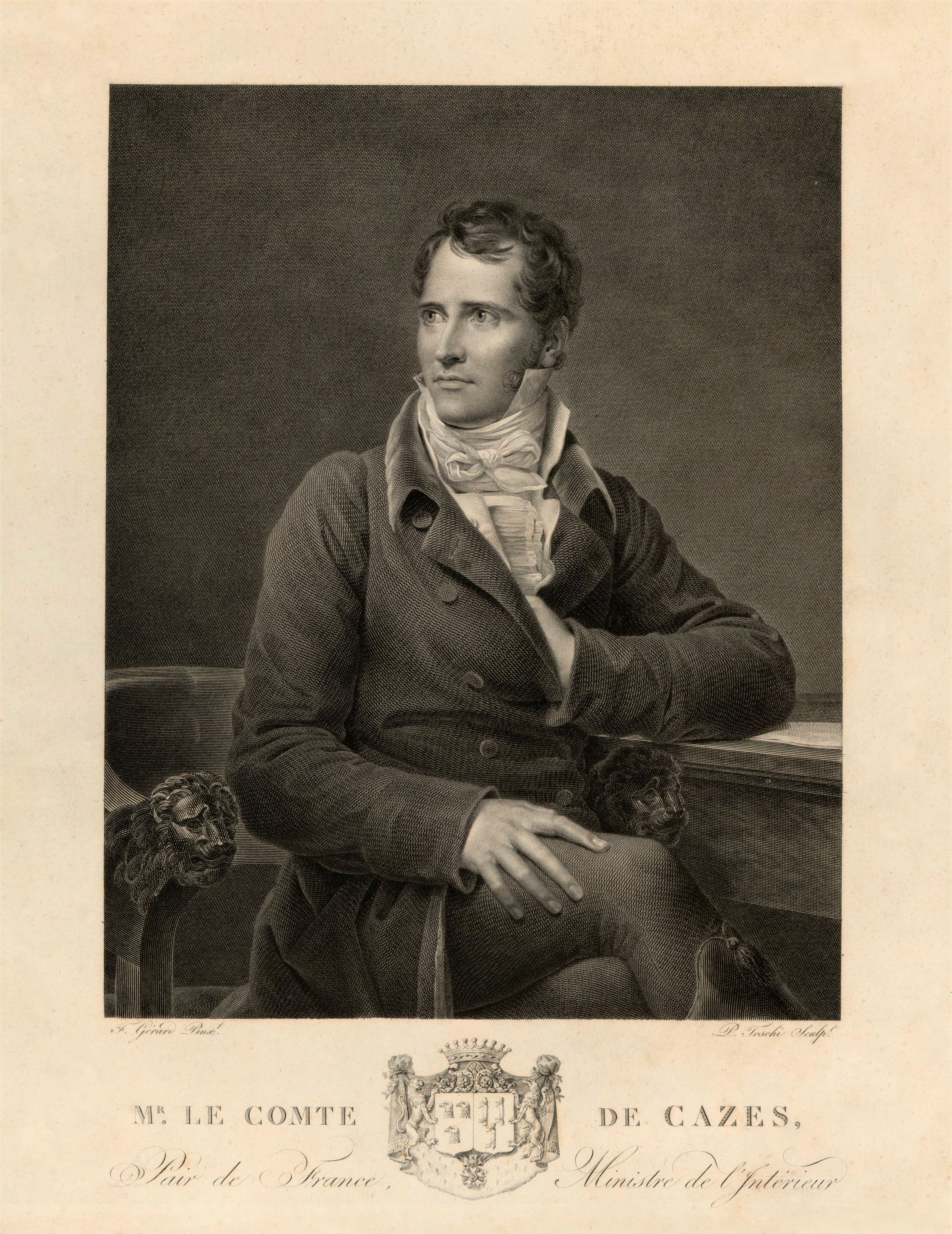
Élie Decazes
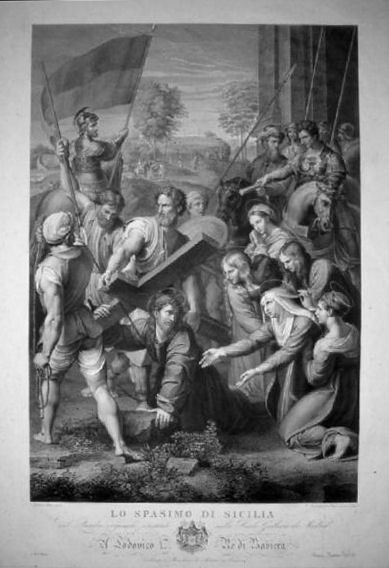
Spacimo

#### L'entrée de Henri IV à Paris
Paolo Toschi consacre plusieurs années à cette gravure. Commencées en 1821, l'étude et la réalisation en sont minutieuses, « sur une estampe, chaque personnage est identifié avec une légende qui accompagne la gravure, » et les traits des visages sont tracés au burin avec une précision extrême. François Gérard proposera quelques petites retouches avant la dernière épreuve. Terminée en 1826, « dédiée à sa Majestée Charles X », cette planche, la plus grande qui soit à l'époque, place son auteur au premier rang des graveurs de l'Europe. Elle sera vendue « à Paris, chez Gérard, rue Saint-Germain-des-Prés, n. 6. ». Le succès est tel que les amateurs s'arrachent les épreuves, avant la lettre, au double du prix qui avait été fixé.

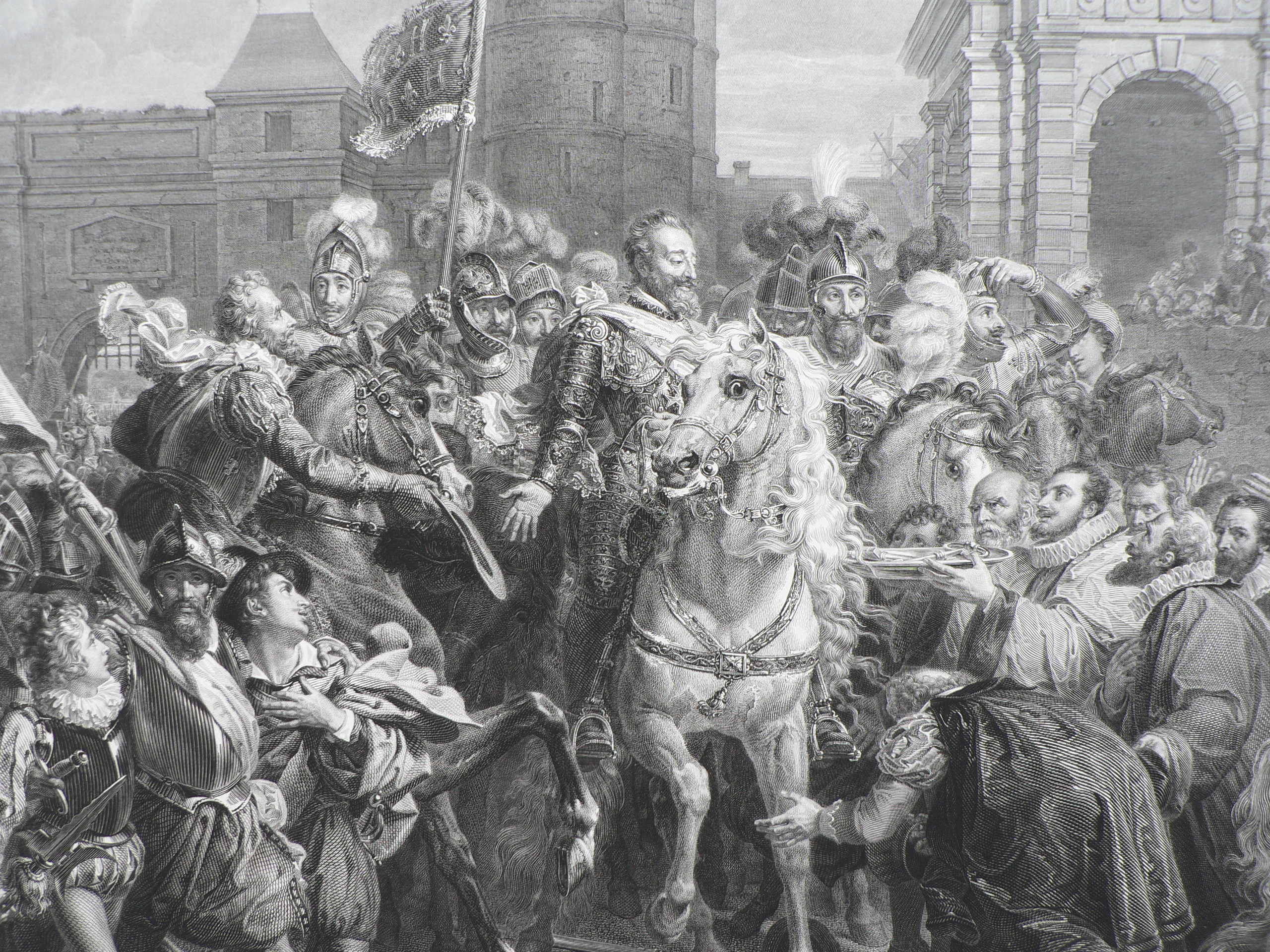
Scène centrale.
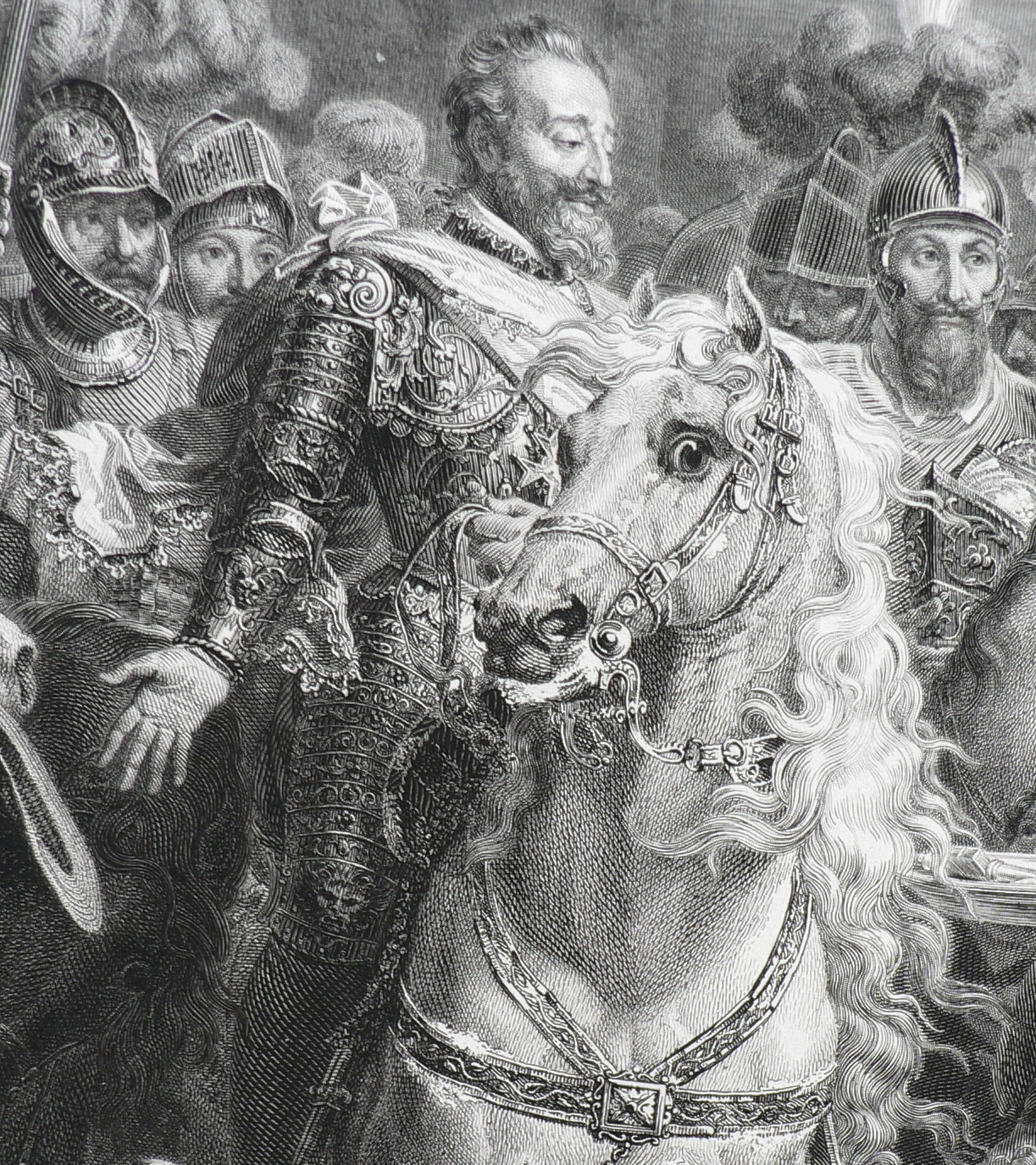
Le roi Henri IV.
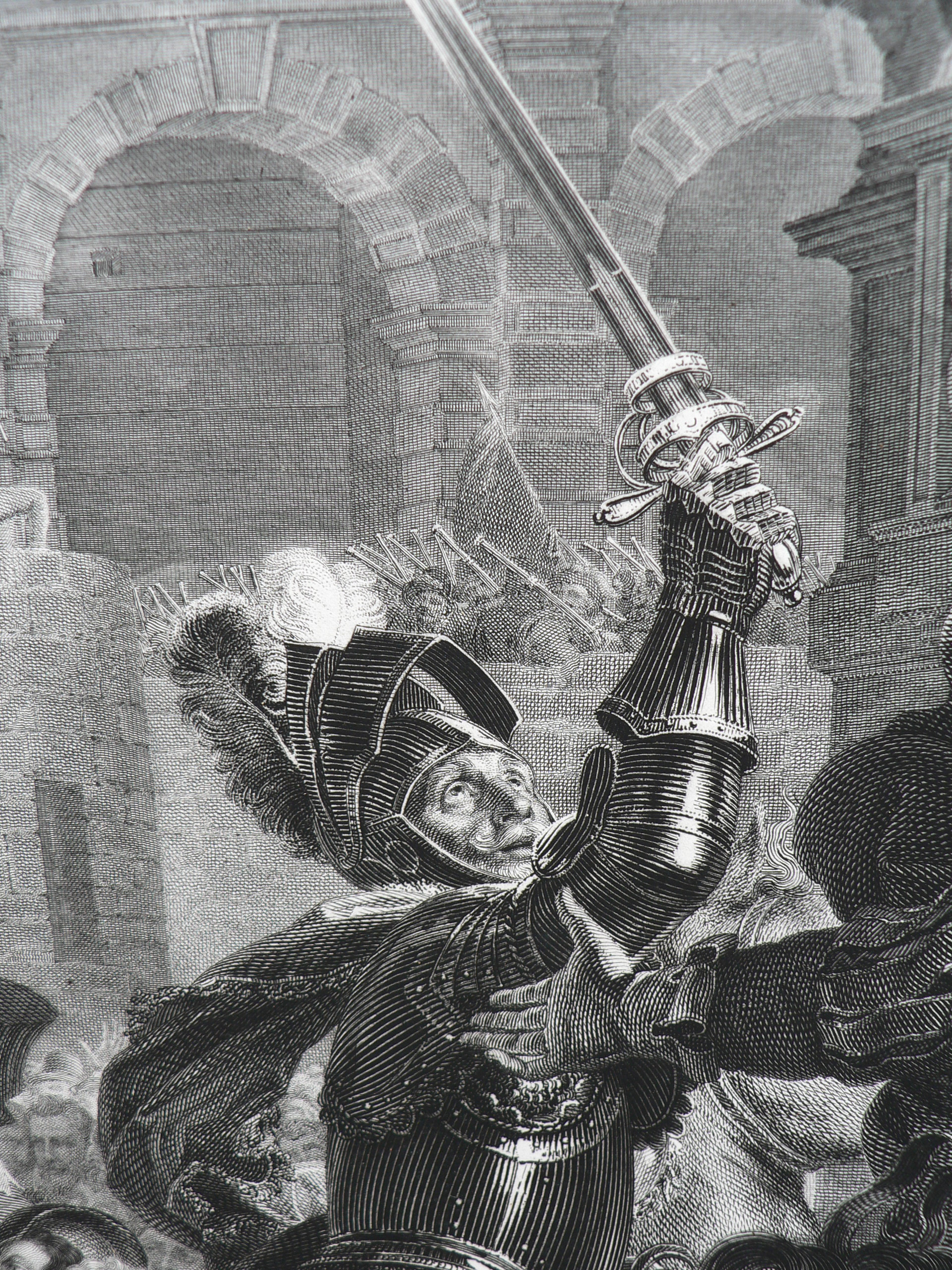
J. de Matignon.
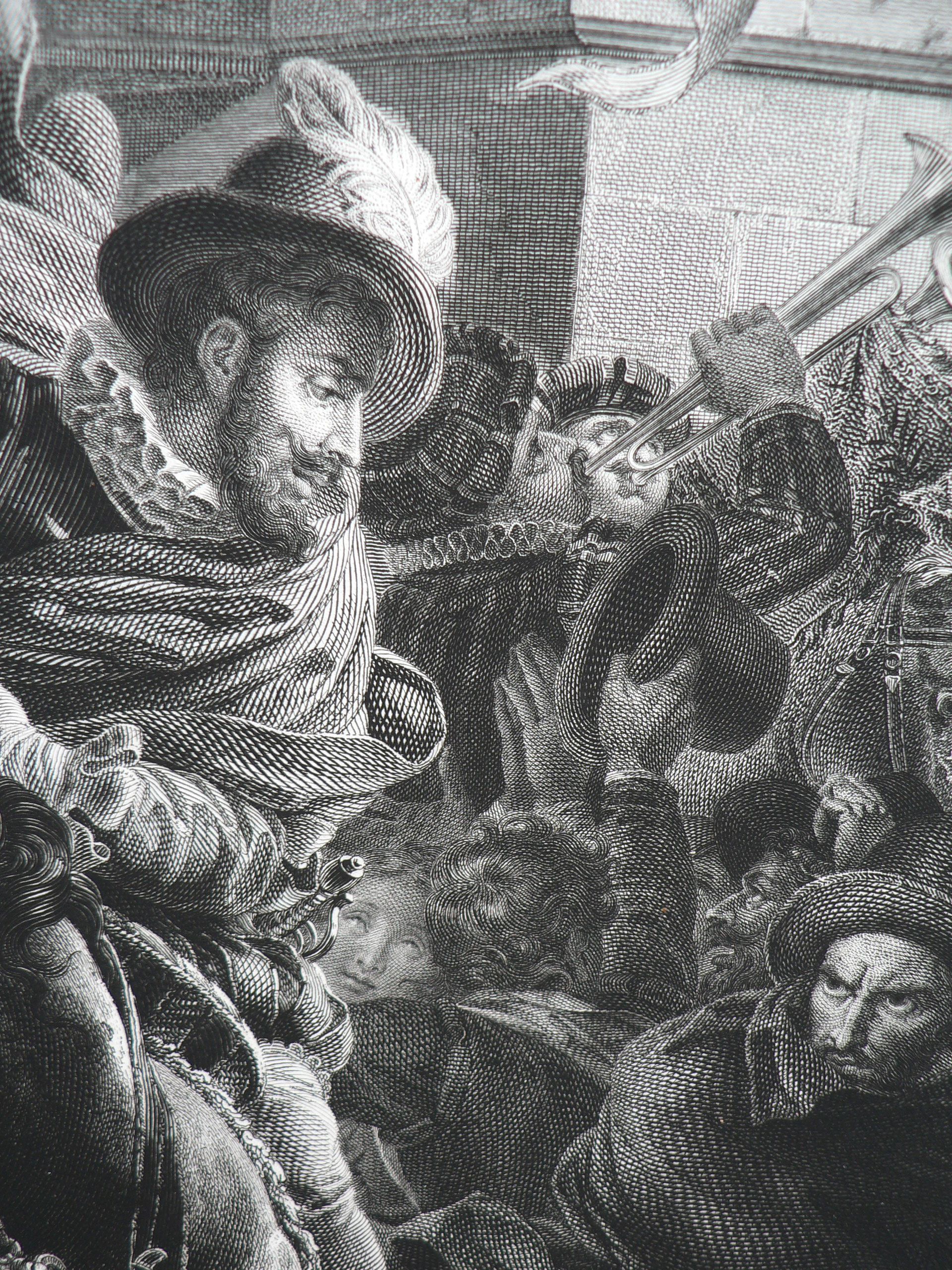
F. d'Espinay, Mme Gérard figurante, un ligueur.
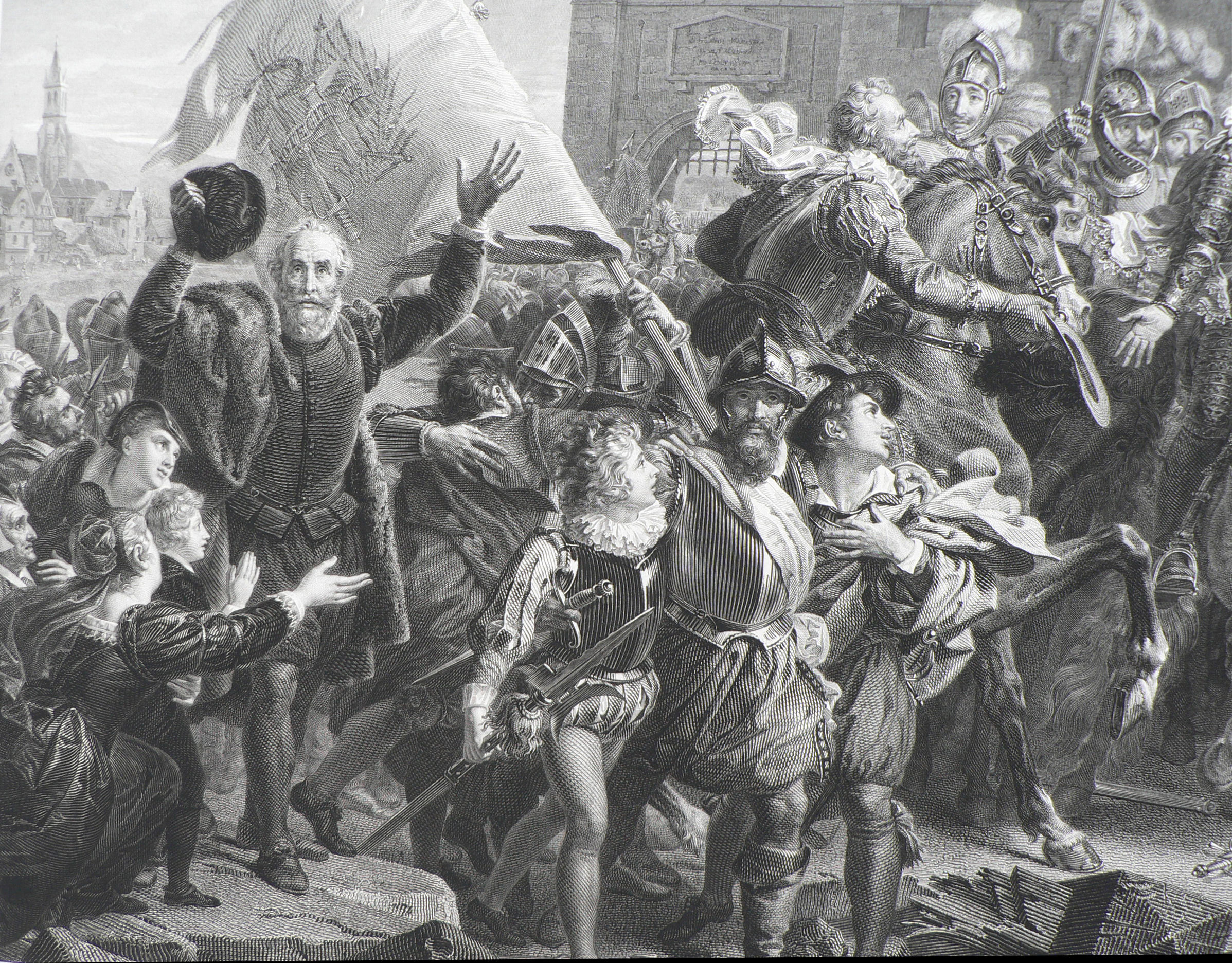
L'échevin Néret et ses fils.

Voir aussi la description du tableau de F. Gérard.